# 드라코랍토르
드라코랍토르 (Dracoraptor, '용 도적')는 201–199백만년 전 사이인 쥐라기 전기 에탕주절 시기에 오늘날 웨일스에 살았던 신수각류 공룡이다. 2014년에 영국의 블루 리아스층에서 발견되었고, 2016년에 영국의 고고학자 데이비드 마틸과 그의 동료들에게 이름이 명명되었으며, 모식종은 Dracoraptor hanigani이다.

## 발견과 명명

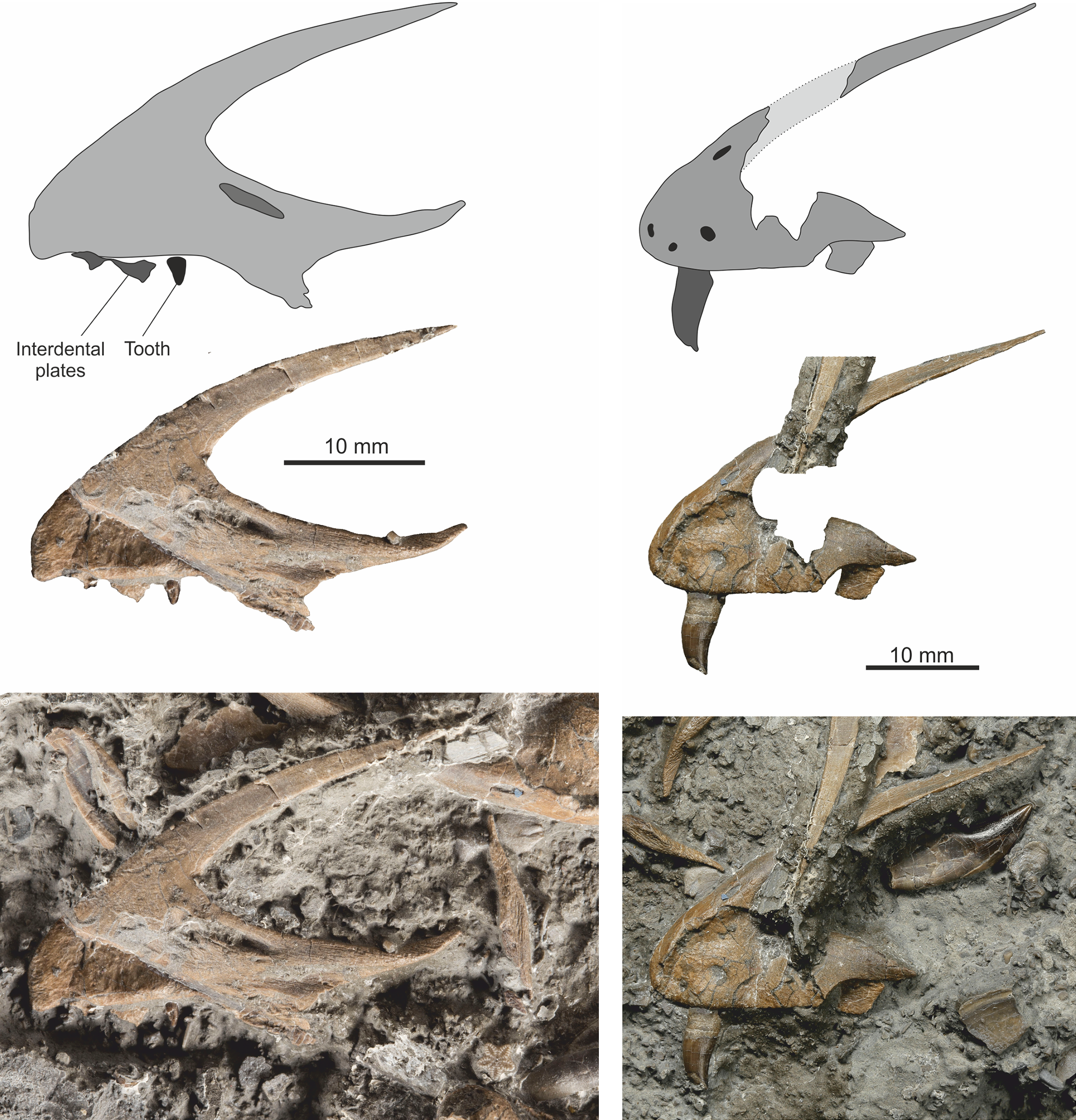
전상악골의 좌우 모습

최초의 드라코랍토르 화석은 2014년에 파나스라는 웨일스 도시에서 발견되었다. 2014년 3월에 아마추어 고생물학자 Nick, Rob Hanigan 형제는 카디프 남쪽의 커다란 동굴인 레이버녹 포인트에서 어룡을 찾던 중에, 7m 높이의 절벽 면 아래에서 공룡 화석이 들어있던 돌을 발견했다. 맨체스터 대학교의 Judith Adams와 Philip이 화석의 X-ray 및 컴퓨터단층촬영을 하였다. 화석은 카디프 국립박물관에 기증되었고, Craig Chivers와 Gary Blackwell가 보존처리를 하였다. 2015년, Sam Davies이라는 학생이 발 부분을 포함한 추가적인 화석을 발견해냈다.
Dracoraptor hanigani라는 모식종은 2016년에 영국의 고생물학자들인 David Martill, Steven Vidovic, Cindy Howells, John Nudds가 명명하고 기재한 것이다. 속명은 웨일스 드래곤을 나타내는 라틴어 draco와 '도둑'을 뜻하는 raptor를 합한 것이다. 종명은 발견자인 Nick, Rob Hanigan이 기여한 것이다.
완모식표본인 NMW 2015.5G.1–2015.5G.11은 영국의 블루리아스층 Bull Cliff Member 아래쪽에서 발견되었다. 좀 더 정확히는, 쥐라기의 암모나이트 프실로케라스가 최초로 발견된 곳의 바로 몇 미터 아래 지점과 암석학적으로 트라이아스기-쥐라기 경계를 나타내는 Paper Shales 위 지점의 층에서 나왔으며, 드라코랍토르는 2억 130만년 전에서 20만년을 전후로 한 시기인 초기 에탕주절 때로 정확히 거슬러 올라간다.
완모식표본은 두개골을 포함한 부분적인 골격으로 구성된다. 전상악골 양쪽, 상악골 양쪽, 이빨, 누골, 협골, 후안와골, 측두린, 상후두골, 하악골의 일부, 설골 추정 부위, 경추 두 개, 경늑골, 후방 배추, 최소 다섯 개의 전방 미추, 혈관궁, 늑골, 복늑골, 앞다리의 아래 부위, 차골, 치골 양쪽, 왼쪽 좌골, 오른쪽 대퇴골, 경골, 비골 상단 부분, 왼쪽 거골, 부골 세 개, 척골 세 개로 이루어져 있다. 골격의 대략 40%가 존재한다. 드라코랍토르는 따라서 웨일스 지역에서 알려진 가장 완전한 중생대의 비조류 수각류 공룡이다.

## 묘사

완모식표본의 준성체 크기 비교

### 크기와 특징
드라코랍토르는 근연종들처럼 이족류였다. 웨일스에서 발견된 드라코랍토르의 화석은 엉덩이 높이까지 70 센티미터 (28 in)이고 몸길이가 2.1-미터 (6.9 ft)인 준성체이며, 성체는 몸길이가 3 m (9.8 ft)에 다다를 수도 있다.
2016년에, 일부 고유파생형질들이 드라코랍토르를 위해 형성됐다. 전상악골에는 기부적 특성인 이빨 세 개만이 있었다. 협골은 상악골로 뻗어나가는 얇은 전방 분지 (front branch)가 있었다. 외부 비강은 넓고 그 아래에 얇은 분지(分肢)가 있었다. 치골은 비스듬하게 앞으로 뻗어 있고 좌골보다 상당히 길쭉하다. 네 번째 족근골이 상부 쪽에서 발달하고 있었다.